# 葛瑞格·瓊斯
葛瑞格·瓊斯（1976年11月15日—）目前是美國職棒大聯盟洛杉磯安那罕天使隊的中繼投手，多數時間他都待在天使隊的小聯盟系統中打球。
2006年9月，因為擴編名單的關係，他再次被升上大聯盟，分擔球隊大幅落後時的局數。

## 外部連結
- 葛瑞格·瓊斯在Baseball-Reference.com（大聯盟）（英语）
- 葛瑞格·瓊斯在Baseball-Reference.com（小聯盟以及海外聯盟）（英语）